# A bolgár nyelv hangtana

## Magánhangzók

Bolgár magánhangzó hangok

A mai bolgár nyelvben 6 magánhangzó fonéma van.
Az írás jól tükrözi a hangsúlyos helyzetben lévő magánhangzókat:
| а = /:a/ – a magyar á-val megegyező hang                     |  | е = /:ɛ/ – a magyar e-hoz hasonló, annál kissé zártabb hang, hosszan ejtett |  | и = /:i/ – a magyar í-vel megegyező hang                                                                           |
| о = /:ɔ/ – a magyar ó-hoz hasonló, annál kissé nyíltabb hang |  | у = /:u/ – a magyar ú-val megegyező hang                                    |  | ъ = /:ɤ/ - a magyar ő hang ajakkerekítés nélküli változata, a magyar fül számára á és ő hang közöttinek hallatszik |

Hangsúlytalan helyzetben  az е és az и ejtése nagyjából megegyezik a hangsúlyos ejtéssel, természetesen röviden ejtve: legalábbis az irodalmi nyelvben nincs redukció e hangoknál, e hangok redukált ejtése nyelvjárásinak, sőt műveletlen ejtésnek számít, míg a másik négy hang nemcsak röviden ejtendő, de erősen redukálódik is:
- az а és az ъ egymás felé redukálódnak, a két hang közötti hangot eredményezve: /ɐ/ – röviden ejtett magyar á és ajakkerekítés nélküli magyar ö hang közötti hang
- az о és az у egymás felé redukálódnak, a két hang közötti hangot eredményezve: /o/ – a magyar o-val nagyjából megegyező hang.

Az iskolázatlan bolgár anyanyelvű emberek helyesírásában az egyik legjellemzőbb hiba, hogy – az azonos ejtés okán – nem tudják, hogy hangsúlytalan szótagban а/ъ ill. о/у áll-e.

## Mássalhangzók
33 mássalhangzó és 1 félmagánhagzó fonéma van.
|                  |        | Ajakhang  | Ajak-foghang | Foghang & Fogmeder-hang | Fogmedrentúli hang | Elő-szájpadláshang | Utó-szájpadláshang |
| Orrhang          | kemény | /m/       |              | /n/                     |                    |                    |                    |
| Orrhang          | lágy   | /mʲ/      |              |                         |                    | /ɲ/                |                    |
| Zárhang          | kemény | /p/ /b/   |              | /t/ /d/                 |                    |                    | /k/ /g/            |
| Zárhang          | lágy   | /pʲ/ /bʲ/ |              | /tʲ/ /dʲ/               |                    |                    | /kʲ/ /gʲ/          |
| Zár-réshang      | kemény |           |              | /ts/                    | /tʃ/ /d͡ʒ/          |                    |                    |
| Zár-réshang      | lágy   |           |              | /tsʲ/                   | /tʃ/ /d͡ʒ/          |                    |                    |
| Réshang          | kemény |           | /f/ /v/      | /s/ /z/                 | /ʃ/ /ʒ/            |                    | /x/                |
| Réshang          | lágy   |           | /fʲ/ /vʲ/    | /sʲ/ /zʲ/               | /ʃ/ /ʒ/            |                    |                    |
| Pergőhang        | kemény |           |              | /r/                     |                    |                    |                    |
| Pergőhang        | lágy   |           |              | /rʲ/                    |                    |                    |                    |
| Közelítőhang     | lágy   |           |              |                         |                    | /j/                |                    |
| Nyelvoldali hang | kemény |           |              | /l/                     |                    |                    |                    |
| Nyelvoldali hang | lágy   |           |              |                         |                    | /ʎ/                |                    |

Két bolgár mássalhangzó hangnak nincs saját betűje a mai bolgár ábécében, ezeket betűkapcsolattal jelöljük: дж [d͡ʒ] és дз [d͡z].
A mássalhangzóknak van kemény és lágy változata. Kivételt képeznek a ж, ш, ч és дж mássalhangzók, melyeknek csak kemény változatuk van. Valójában a lágy és a kemény változat két külön fonéma. Azonban a lágyság a mai bolgár irodalmi nyelvben az oroszhoz képest igen kis mértékű, a nyugati bolgár nyelvjárásokban szinte alig van meg, míg a keleti bolgár nyelvjárásokban erősebb. A lágyságot a mássalhangzó utáni ю, я és ь betű jelöli, ez utóbbi kizárólag o betű előtt állhat.
A keleti bolgár nyelvjárásokra továbbá jellemző a mássalhangzók allofónikus palatalizációja е és и magánhangzók előtt. Ez az irodalmi nyelvben hibának számít és egyfajta falusias, iskolázatlan ejtésnek minősül.
A magyartól jelentősen eltérő ejtése két mássalhangzónak van: a x (x) ejtése a magyar "h" és "ch" közé esik, az л (ʎ) pedig a bolgárban nem foghang, mint a magyarban, hanem előszájpadlás-hang.

## A magyar akcentus felismerése a bolgár beszédben
A bolgárul beszélő magyarok leggyakoribb hibái, melyek segítségével könnyedén azonosítható a magyarajkú bolgár beszéd:
- az e hang túl nyílt, a magyar e-vel egyező ejtése,
- az a és az o hangok hangsúlytalan helyzetben való nem-redukált, tiszta ejtése.
- az л hang magyaros, lágy, foghangkénti ejtése.